# رنو ترایبر
رنو ترایبر (انگلیسی: Renault Triber) یک مینی‌ون کراس اوور هفت‌نفره است، که توسط رنو هند تولید می‌شود. پلت‌فرم این خودرو «CMF-A» می‌باشد که با رنو کوئید مشترک است. این خودرو در ژوئن ۲۰۱۹ معرفی و فروش آن از اوت ۲۰۱۹ آغاز شد.
رنو در سه‌ماهه اول عرضه ترایبر در هند، موفق به فروش ۱۰هزار عدد از این خودرو شد. قیمت عرضه این خودرو در سال ۲۰۱۹ بنابر تفاوت امکانات از ۴۹۵۰۰۰ تا ۶۵۳۰۰۰ روپیه هند بود؛ این قیمت معادل ۶۸۷۱ تا ۹۰۵۸ دلار آمریکا است.